# 德米特里夫卡 (維什戈羅德區)
50°55′3″N 30°20′55″E / 50.91750°N 30.34861°E
德米特里夫卡（烏克蘭語：Дмитрівка）是位於烏克蘭北部的村莊，由基辅州维什霍罗德区的季梅爾市鎮負責管轄。該村面積1.2平方公里，海拔高度112米，2001年人口121，人口密度每平方公里100.8人。

## 画廊

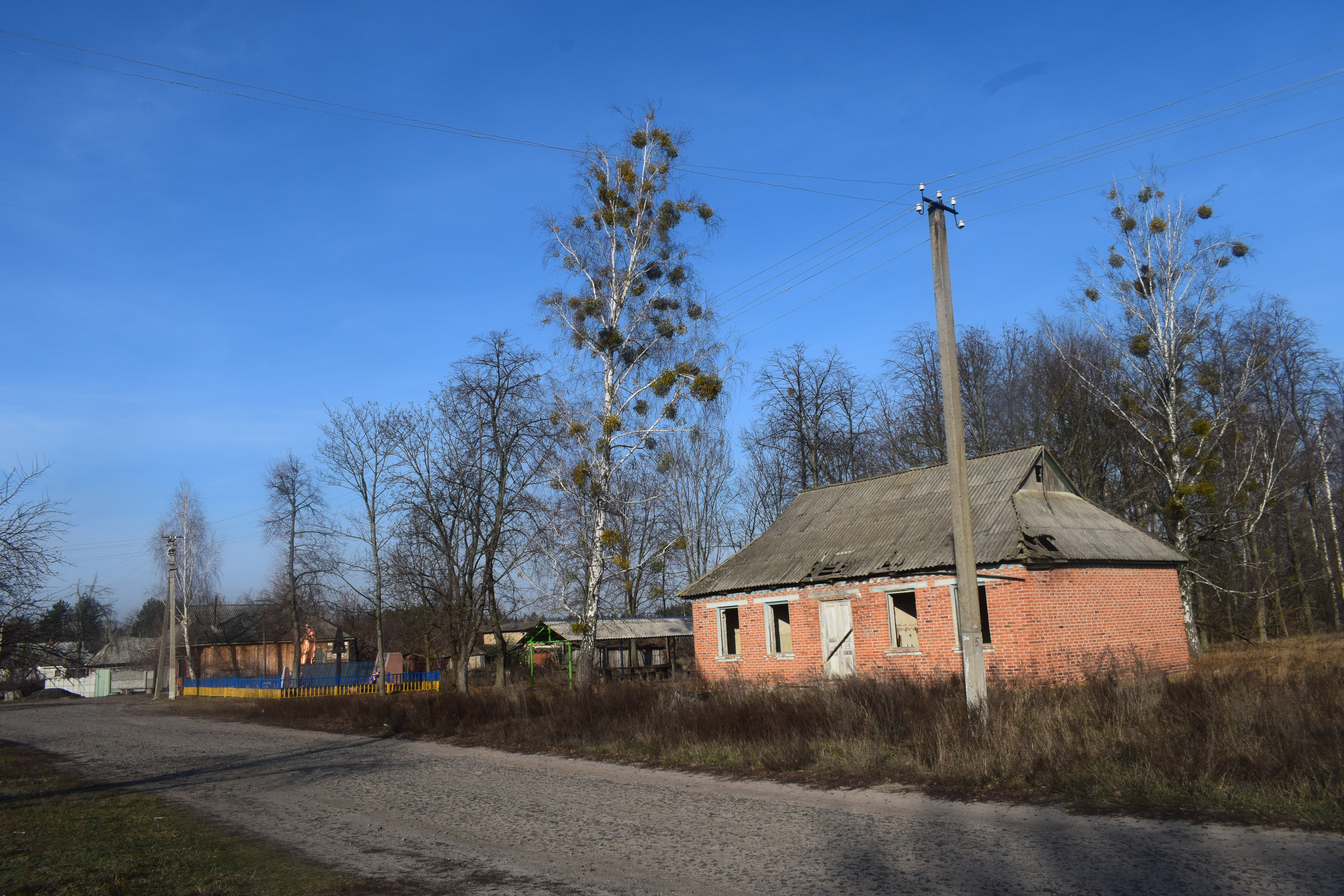
狮子座射频
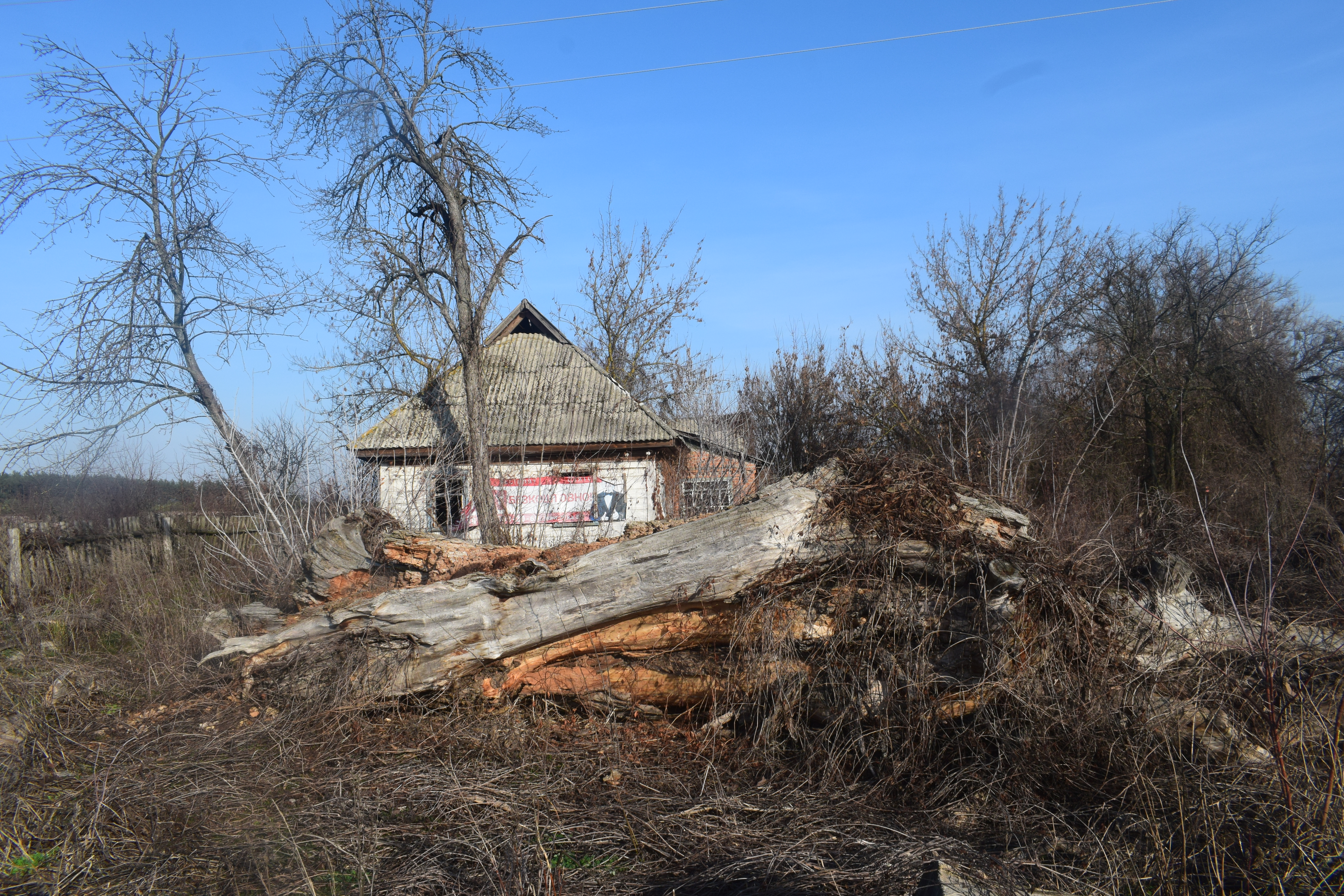
废弃的房子
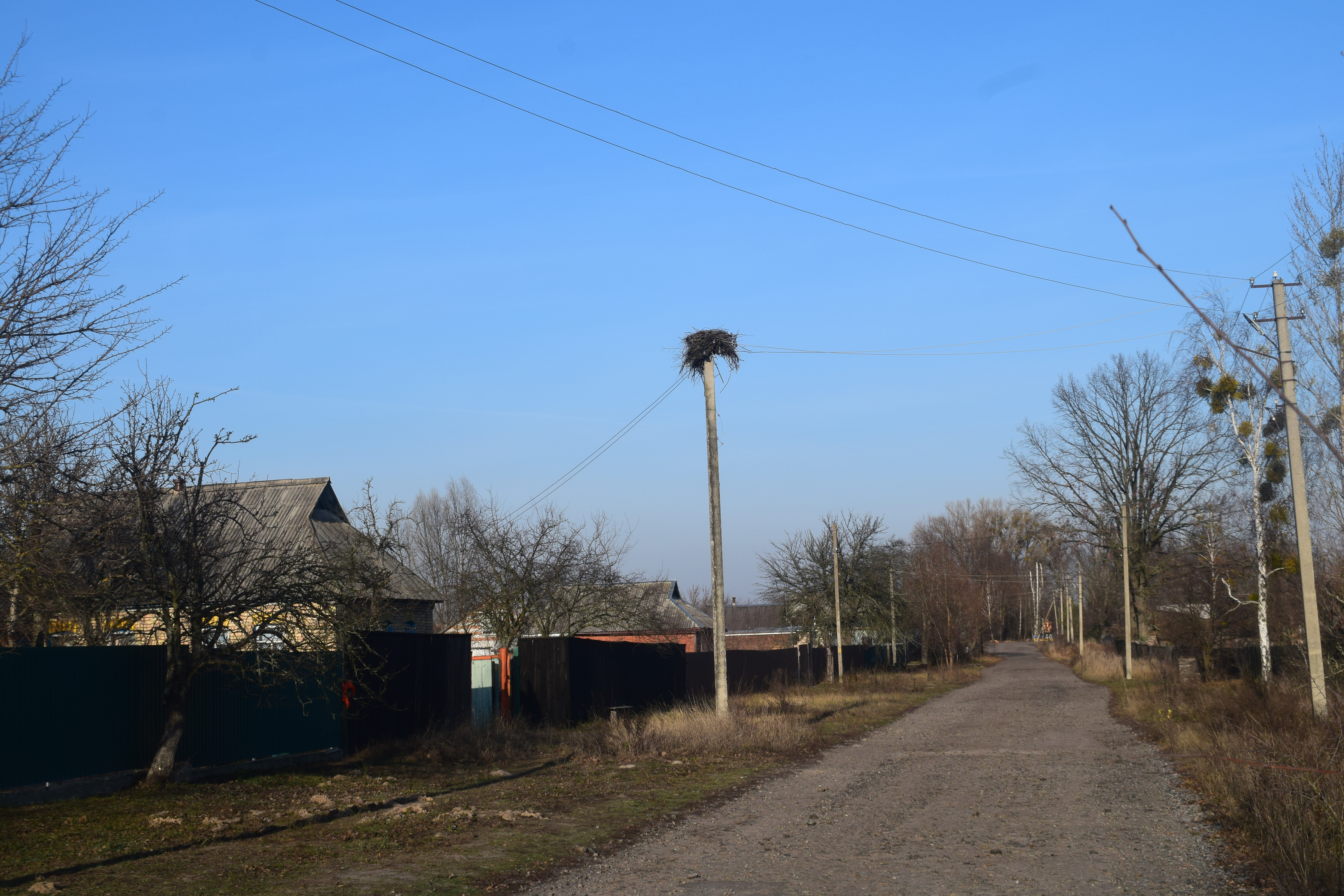
纳兹莫娃.MG
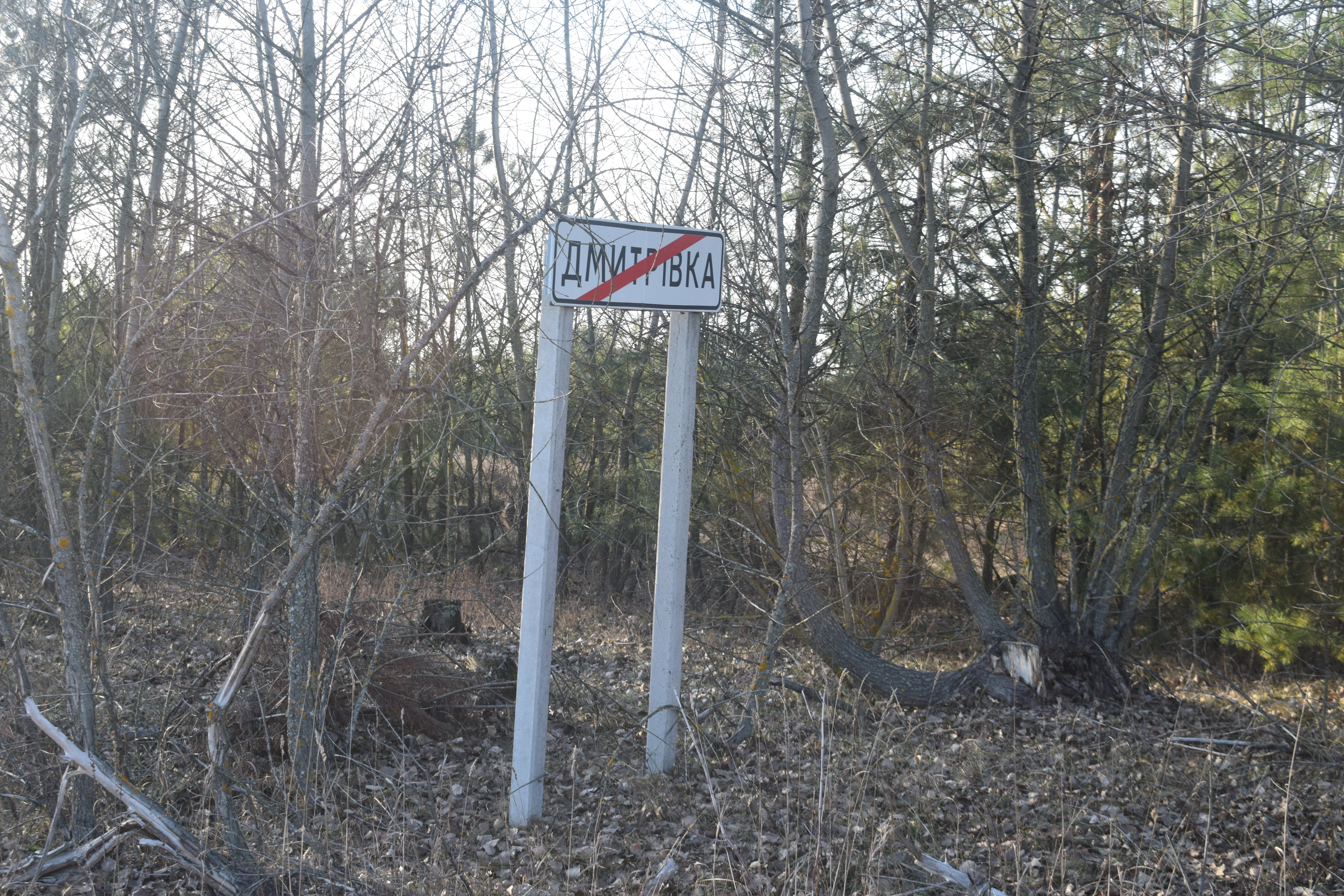
纳兹莫娃.MG 村庄的尽头
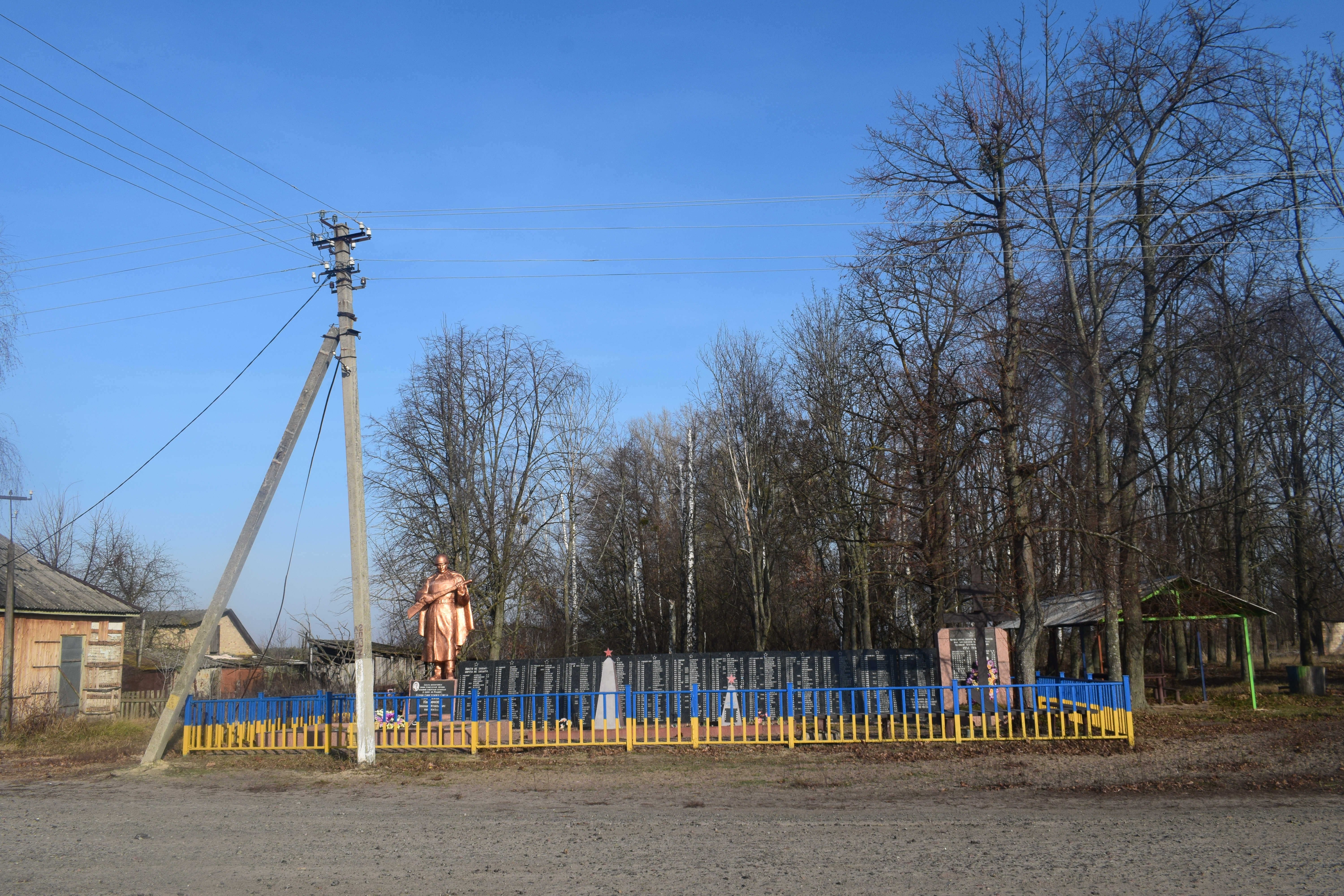
苏联士兵的万人坑，苏联英雄 L'va RF、Nazymova MG 被埋葬在那里